# Banara brasiliensis
Banara brasiliensis is een plantensoort uit de wilgenfamilie (Salicaceae). De soort is endemisch in Brazilië en slechts bekend van een enkele populatie in de buurt van Rio de Janeiro.
De naam werd in 1827 door Heinrich Wilhelm Schott gepubliceerd als Ascra brasiliensis. In 1854 plaatste Asa Gray de soort als Kuhlia brasiliensis in het geslacht Kuhlia. George Bentham verplaatste de soort in 1861 nogmaals, nu naar het geslacht Banara Aubl. Diverse auteurs beschouwen Banara parviflora (A. Gray) Benth., gepubliceerd in 1854, als een synoniem van deze naam. In dat geval heeft Banara brasiliensis prioriteit over B. parviflora.